# Upplands runinskrifter 391
Upplands runinskrifter 391 är en vikingatida runristning på ett jordfast stenblock av granit i Villa Karlsro, Prästgatan, Sigtuna och Sigtuna kommun. Stenens västra parti bortslaget i gammal tid, så att en del av ristningen saknas. Runhöjden är 7-10 centimeter. Ristningen är delvis grunt huggen.

## Inskriften
Translitterering av runraden:
× frisa : ki... ... : þesar : eftʀ : alboþ : felaha : sloþa : kristr : hia : helgi : hinlbi : ant : hans : þurbiun : risti ×
Normalisering till runsvenska:
Frisa gi[ldaʀ] ... þessaʀ æftiʀ Alboð, felaga Sloða. Kristr hinn hælgi hialpi and hans. Þorbiorn risti.
Översättning till nusvenska:
Frisernas gillebröder ... dessa (runor) efter Albod, Slodes bolagsman. Den helge Krist hjälpe hans ande. Torbjörn ristade.